# Адам и Хева
«Ада́м и Хе́ва» — художественный фильм режиссёра Алексея Коренева по сценарию Ахмедхана Абу-Бакара на основе его повести «Снежные люди».

## Сюжет
Действие происходит в высокогорном дагестанском ауле. Могильщик Бекир, обжегшись бульоном, в сердцах выгоняет из дома свою жену Хеву, но скоро жалеет о своём поступке и собирается вернуть её. Однако, по закону шариата это возможно только после того, как она вновь выйдет замуж и будет изгнана новым мужем. Договорившись с холостяком-парикмахером Адамом, Бекир временно выдаёт за него свою, теперь уже — бывшую, жену для того, чтобы она как можно скорее вернулась.
Однако ни Адам, ни Хева не хотят расставаться…
Во время ссоры Бекира с Адамом последний бесследно пропадает, и Бекира обвиняют в убийстве парикмахера. Тем временем в горах появляется каптар, снежный человек, оглашающий округу своим криком. Спасаясь от преследования властей, Бекир бежит из аула и однажды встречает невредимого Адама, который скрывается в горах и которого и принимали за каптара. Гробовщик с парикмахером мирятся и возвращаются в аул.
Вскоре жители аула переселяются на равнину. Хева остаётся с Адамом.

## В ролях
- Фрунзик Мкртчян — Бекир
- Екатерина Васильева — Хева
- Георгий Гегечкори — Адам
- Рамаз Гиоргобиани — Чамсула
- Авет Аветисян — Али-Хужа
- Любовь Добржанская — Айбала
- Иван Кузнецов — Кара-Хартум
- Евгений Лебедев — Хамадар
- Анастасия Вознесенская — Айшат
- Донара Мкртчян — женщина из аула
- Валентин Брылеев
- Евгений Гуров — старик-дагестанец
- Ефим Копелян — текст от автора

## Отзывы
Актёрское мастерство всех главных героев получило высокую оценку критиков: «Могильщика Бекира Мгер Мкртчян играет удивительно самозабвенно, с потрясающей верой в естественность всех ситуаций, в которые попадает его герой <…> Вера актёра во все предлагаемые обстоятельства роли поразительна. Сколько нужно этой веры, какая она должна быть глубокая, и, наверное, действительно детская, чтобы ни на мгновение не сфальшивить, например, в сцене, где Бекир приносит в сельсовет связанную Еву, чтобы (бог уж с ними, с обычаями) их зарегистрировали хотя бы через загс». Роль Хевы также считается одной из первых наиболее заметных работ Екатерины Васильевой.

## Съёмочная группа
- Режиссёр-постановщик: Алексей Коренев
- Автор сценария: Ахмедхан Абу-Бакар
- Оператор-постановщик: Анатолий Кузнецов
- Художник-постановщик: Борис Немечек
- Композитор: Мурад Кажлаев